# Lorenz Rhode
Lorenz Rhode (* 1981 oder 1982) ist ein deutscher Musikproduzent, Musiker und Komponist.

## Leben
Rhode wuchs in Remagen auf und studierte am Institut für Musik und Medien der Robert Schumann Hochschule Düsseldorf.  Rhode arbeitete mit Jamie Lidell bei Aufnahmen und Tourneen zusammen. Er veröffentlichte verschiedene EPs bei den Labels Compost Records, Exploited und Dirt Crew Recordings. 
Seit 2016 leitet er das Rundfunk-Tanzorchester Ehrenfeld (bis 2019 gemeinsam mit Albrecht Schrader). Es wurde für die Late-Night-Show Neo Magazin Royale mit Jan Böhmermann gegründet und tourte 2018, 2019, 2023 und 2025 durch Deutschland. 2019 war das Orchester für den Grimme-Preis nominiert. Seit 2020 ist es bei Böhmermanns Sendung ZDF Magazin Royale zu sehen.
Zwischen 2017 und 2020 komponierte er die Musik für die von der bildundtonfabrik im Rahmen des Projekts docupy produzierten WDR-Dokumentationen Ungleichland, Heimatland und Neuland. 2021 war er für Keyboardparts und Arrangements auf dem Album Earth, Wind & Feiern von Jan Delay verantwortlich.
Rhodes Spezialität ist der Einsatz einer Talkbox mit einem Synthesizer. Auf seinem YouTube-Kanal veröffentlichte er ein viel beachtetes Tutorial für den Gebrauch der Talkbox mit einem Clavia Nord Lead Synthesizer.

## Auszeichnungen
- 2024: Polyton in der Kategorie „Playing“ (Arrangements – ZDF Magazin Royale (Staffel 4))[19]